# Mari-Ługowaja
Mari-Ługowaja (ros. Мари-Луговая) – wieś (dieriewnia) w Rosji, w Mari El, w rejonie zwienigowskim. W 2010 liczyła 228 mieszkańców.